# مونتروز وولف
مونتروز وولف (بالإنجليزية: Montrose Wolf)‏ هو عالم نفس أمريكي، ولد في 29 مايو 1935 في هيوستن في الولايات المتحدة، وتوفي في 19 مارس 2004 في لورانس في الولايات المتحدة.